# Ihor Stetsiouk
Ihor Stetsiouk, en ukrainien : Ігор Олегович Стецюк, né le 21 juin 1958 Kryvyï Rih, est un compositeur ukrainien, chef d'orchestre, actuellement professeur au Département de composition et de musique et de Technologie de l'information de l'Académie de musique Tchaikovski de Kiev, professeur au l'Université nationale de théâtre, de cinéma et de télévision Karpenko-Kary. Il a été nommé Artiste Honoré de l'Ukraine, lauréat du prix Lesya Ukrainka du Cabinet des ministres de l'Ukraine. Igor Stetsiuk est également lauréat de la nomination « Best Original Music / Soundtrack » au Clearwater Film & Music Festival (USA[pas clair], 2011). Il a été reconnu comme le meilleur compositeur de films d'Ukraine en 2011-2015, sur la base des résultats du concours national « Filmé en Ukraine ». Il est membre est membre de l'Union Nationale des Compositeurs d'Ukraine. 

## Biographie
Stetsiouk est diplômé de l'Université Nationale de la Culture et des Arts de Kiev, et du Conservatoire de Kiev, où il a étudié avec Andriy Shtoharenko.
Depuis 1989, il enseigne au Conservatoire de Kiev. Il est également professeur à l'Université nationale Karpenko-Kary. De 2015 à 2018, il a également enseigné à l'Université nationale Taras-Chevtchenko de Kiev.
Igor Stetsiuk est le directeur artistique et chef d'orchestre de l'European Jazz Orchestra-2012 (l'Union européenne de radio-télévision, Suisse - DSI Swinging Europe, Danmark).
Il est l'auteur de musique symphonique, de chambre, de jazz et de pop, ainsi que de musiques pour près de cinquante longs métrages, documentaires et films d'animation réalisés en Ukraine, en Russie, en Allemagne, en France, en Italie et aux États-Unis. Il est l’un des fondateurs de l'école nationale de musique électronique. Depuis 1996, il est le directeur musical de spectacles de théâtre et de télévision. En 2005, Igor Stetsiuk a créé la musique du générique du concours Eurovision de la chanson. En outre, il est l'auteur d'articles scientifiques et fait des recherches dans le domaine de la synthèse sonore électronique.
En 2010, il a été le directeur musical du film « Принцеса і жаба » (La princesse et la grenouille).